# Великоучинське сільське поселення
Великоучи́нське сільське поселення (рос. Большеучинское сельское поселение) — муніципальне утворення в складі Можгинського району Удмуртії, Росія. Адміністративний центр — село Велика Уча.
Населення — 2933 особи (2015; 3027 в 2012, 3026 в 2010).
До складу поселення входять такі населені пункти:
| Населений пункт         | Населення, осіб (2010) | Населення, осіб (2012) |
| ----------------------- | ---------------------- | ---------------------- |
| Велика Сюга, присілок   | 168                    | 167                    |
| Велика Уча, село        | 1956                   | 1964                   |
| Ільдас-Уча, присілок    | 1                      | 0                      |
| Камишли, присілок       | 72                     | 76                     |
| Красний Яр, село        | 18                     | 20                     |
| Ломеслуд, присілок      | 393                    | 391                    |
| Мальчиково, присілок    | 90                     | 89                     |
| Нижній Шидлуд, присілок | 27                     | 27                     |
| Ніколо-Сюга, присілок   | 17                     | 15                     |
| Пазял-Зюм'я, присілок   | 158                    | 150                    |
| Полянське, присілок     | 7                      | 7                      |
| Сундо-Уча, присілок     | 122                    | 121                    |

В поселенні діють 2 середні школи (Велика Уча, Ломеслуд), корекційна школа-інтернат (Велика Уча), 2 садочки (Велика Уча, Ломеслуд), школи мистецтв та спортивна (Велика Уча), дільнича лікарня, 2 фельдшерсько-акушерських пункти (Велика Сюга, Ломеслуд), медпункт (Почешур), 2 клуби (Велика Уча, Ломеслуд), 2 бібліотеки (Велика Уча, Ломеслуд), дільнича ветеринарна лікарня (Велика Уча), 2 поштових відділення (Велика Уча, Ломеслуд).
Серед промислових підприємств працюють ТОВ «Росія», «ВерА», «Комтес».